# Wybory prezydenckie w Bułgarii w 2001 roku
Wybory prezydenckie w Bułgarii w 2001 roku odbyły się w dwóch turach. Pierwsza tura miała miejsce 11 listopada 2001 roku, druga, do której przeszli ubiegający się o reelekcję Petyr Stojanow oraz Georgi Pyrwanow, tydzień później – 18 listopada 2001. Wybory zakończyły się zwycięstwem kandydata lewicowej Koalicji na rzecz Bułgarii, Georgiego Pyrwanowa.

## Wyniki

### Pierwsza tura
| Nr | Kandydaci       | Kandydaci        | Partie udzielające poparcia         | Głosy     | Procent |
| Nr | Prezydent       | Wiceprezydent    | Partie udzielające poparcia         | Głosy     | Procent |
| -- | --------------- | ---------------- | ----------------------------------- | --------- | ------- |
| 1  | Petyr Beron     | Stojan Andreew   | Unia Bułgaria                       | 31 394    | 1,11    |
| 2  | Petyr Stojanow  | Neli Kuckowa     | Ogólnobułgarski komitet inicjatywny | 991 680   | 34,95   |
| 3  | Bogomił Bonew   | Atanas Żelezczew | Obywatelska Partia Bułgarii         | 546 801   | 19,27   |
| 4  | Żorż Ganczew    | Weselin Bonczew  | Blok Żorża Ganczewa                 | 95 581    | 3,36    |
| 5  | Georgi Pyrwanow | Angeł Marin      | Koalicja na rzecz Bułgarii          | 1 032 665 | 36,39   |
| 6  | Reneta Indżowa  | Krystiu Iłow     | Alians Demokratyczny                | 139 680   | 4,92    |

### Druga tura
| Kandydaci       | Kandydaci     | Partie udzielające poparcia         | Głosy     | Procent |
| Prezydent       | Wiceprezydent | Partie udzielające poparcia         | Głosy     | Procent |
| Petyr Stojanow  | Neli Kuckowa  | Ogólnobułgarski komitet inicjatywny | 1 731 676 | 45,87   |
| Georgi Pyrwanow | Angeł Marin   | Koalicja na rzecz Bułgarii          | 2 043 443 | 54,13   |

### Statystyki
|                                   | Pierwsza tura | Druga tura |
| --------------------------------- | ------------- | ---------- |
| Liczba uprawnionych do głosowania | 6 847 422     | 6 889 638  |
| Liczba głosujących                | 2 850 297     | 3 784 036  |
| Frekwencja wyborcza (%)           | 41,62         | 54,92      |
| Liczba głosów nieważnych          | 12 589        | 8 917      |
| Liczba głosów ważnych             | 2 837 708     | 3 775 119  |